# Georges Chauvet
Pour les articles homonymes, voir Chauvet.
Georges Chauvet, né à en 1874 à Reims et mort le 22 juin 1931 dans la même ville, est un artiste peintre et peintre décorateur qui a exercé son art principalement à Reims.

## Biographie
Prosper Georges Chauvet est né en 1874. Il est le fils d’Edmond Édouard Chauvet ( ?-1913) le sculpteur et d’Octavie Thiéry (1849-1913).
Il s’est marié avec Marie Hortense Dumontier (1878-1931) avec qui il aura un fils 
Edmond Chauvet (1903-1968) également artiste peintre.
Il a été professeur à l’École régionale des arts industriels (aujourd’hui École supérieure d’art et de design de Reims et professeur à l’École pratique de commerce et d’Industrie.
Il a également été membre de l’Union Rémoise des Arts Décoratifs.
Il est inhumé au Cimetière de l’Ouest de Reims avec son fils.

## Hommage
- Officier d'académie en 1909,
- Officier de l'Instruction publique.

## Œuvres
- Ensemble des décors peints de l’église Saint-Remi de Vaudesincourt[1],
- Autoportrait[2].